# Marín, Spanien
Marín är en ort i Spanien.  Den ligger i provinsen Provincia de Pontevedra och regionen Galicien, i den nordvästra delen av landet, 500 km nordväst om huvudstaden Madrid. Marín ligger 20 meter över havet och antalet invånare är 25 969.
Terrängen runt Marín är kuperad. Havet är nära Marín västerut. Runt Marín är det ganska tätbefolkat, med 149 invånare per kvadratkilometer. Närmaste större samhälle är Vigo, 16,8 km söder om Marín. I omgivningarna runt Marín växer i huvudsak blandskog.